# پارک ملی لی‌یس‌یروی
پارک ملی لی‌یِس‌یَروی (فنلاندی: Liesjärven kansallispuisto) یک پارک ملی در منطقه تاواستیای اصلی فنلاند است. مساحت آن ۲۲ کیلومتر مربع (۸٫۵ مایل مربع) می‌باشد. در سال ۱۹۲۰، بخشی از منطقه پارک ملی امروزی قبلاً به عنوان منطقه حفاظت شده تعریف شده بود. منطقه نسبتاً کوچک پارک بیش از ۴۰ کیلومتر (۲۵ مایل) خط ساحلی دارد.
به‌طور کلی پارک ملی برشی نزدیک به دریاچه طبیعی همه است. این منطقه شامل املاک سنتی کورتنیمی است، جایی که بازدیدکنندگان می‌توانند مهارت‌های خود را در کارهای کشاورزی سنتی امتحان کنند. در پارک ملی لی‌یس‌یروی مکان‌های کمپینگ برای تریلرهای مسافرتی و چادر وجود دارد.